# Harrisia martinii
Harrisia martinii är en kaktusväxtart som först beskrevs av Labour., och fick sitt nu gällande namn av Nathaniel Lord Britton. Harrisia martinii ingår i släktet Harrisia och familjen kaktusväxter. Inga underarter finns listade i Catalogue of Life.

## Bildgalleri

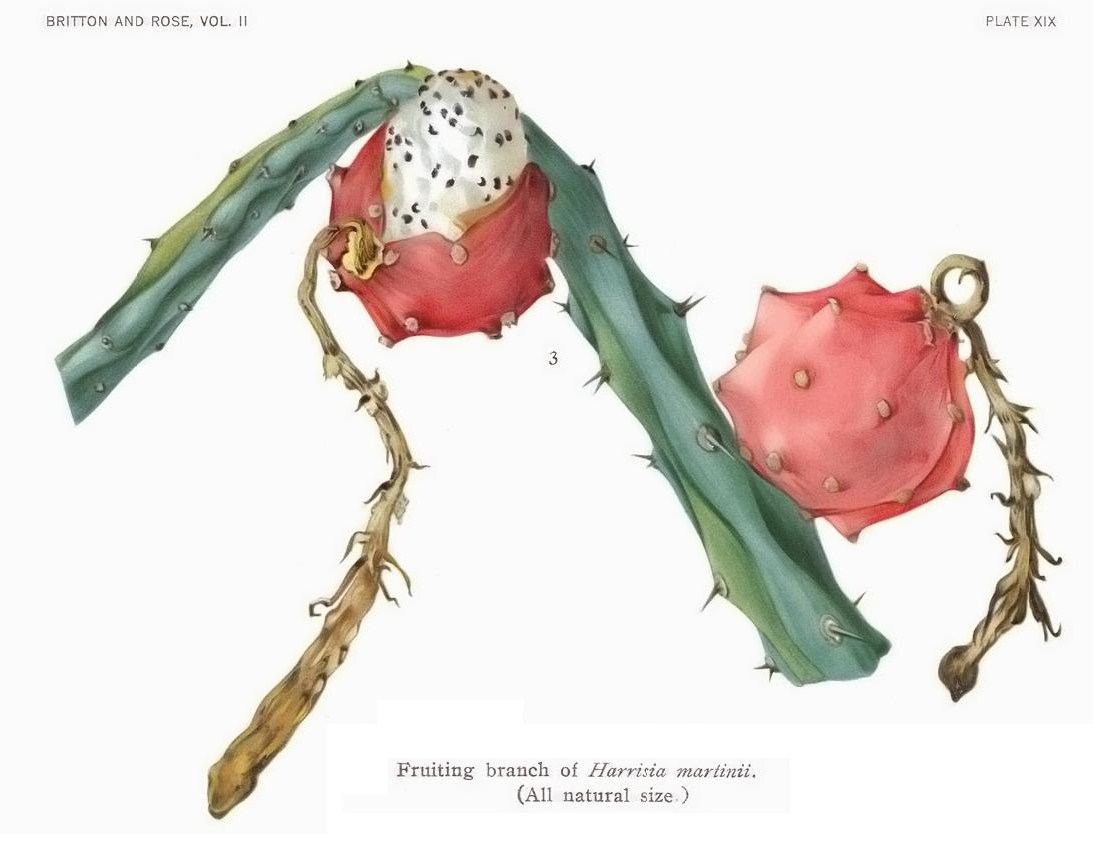
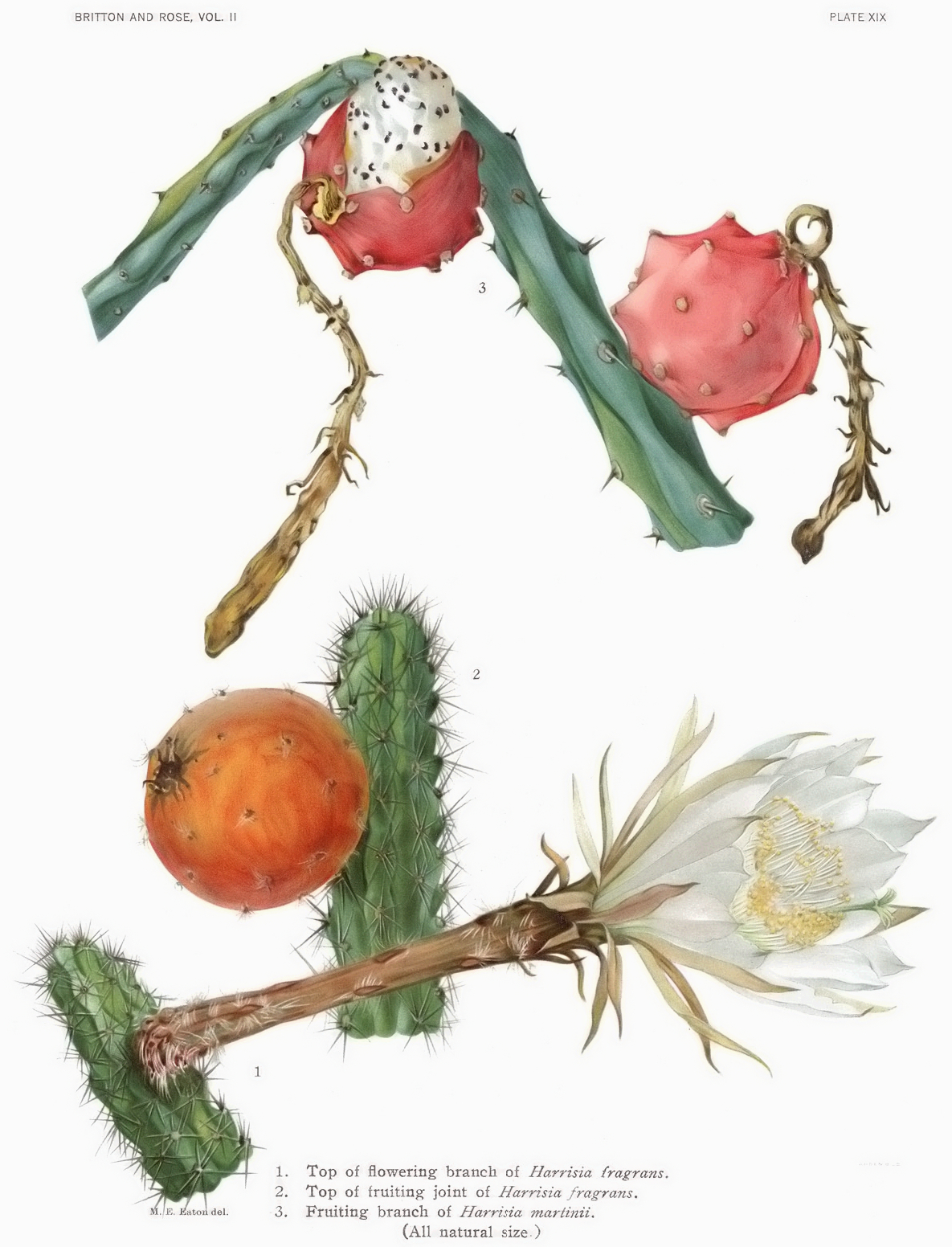
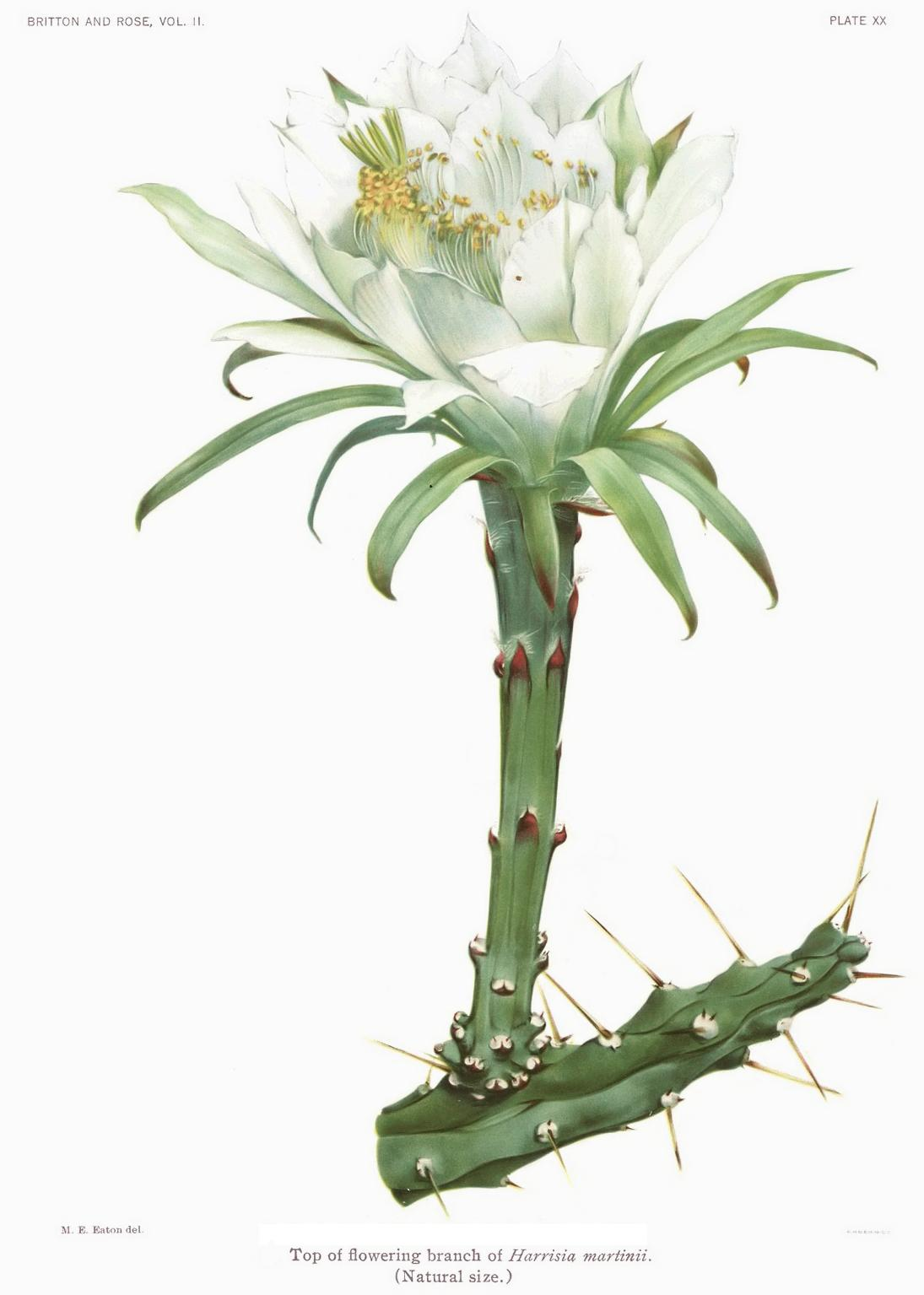
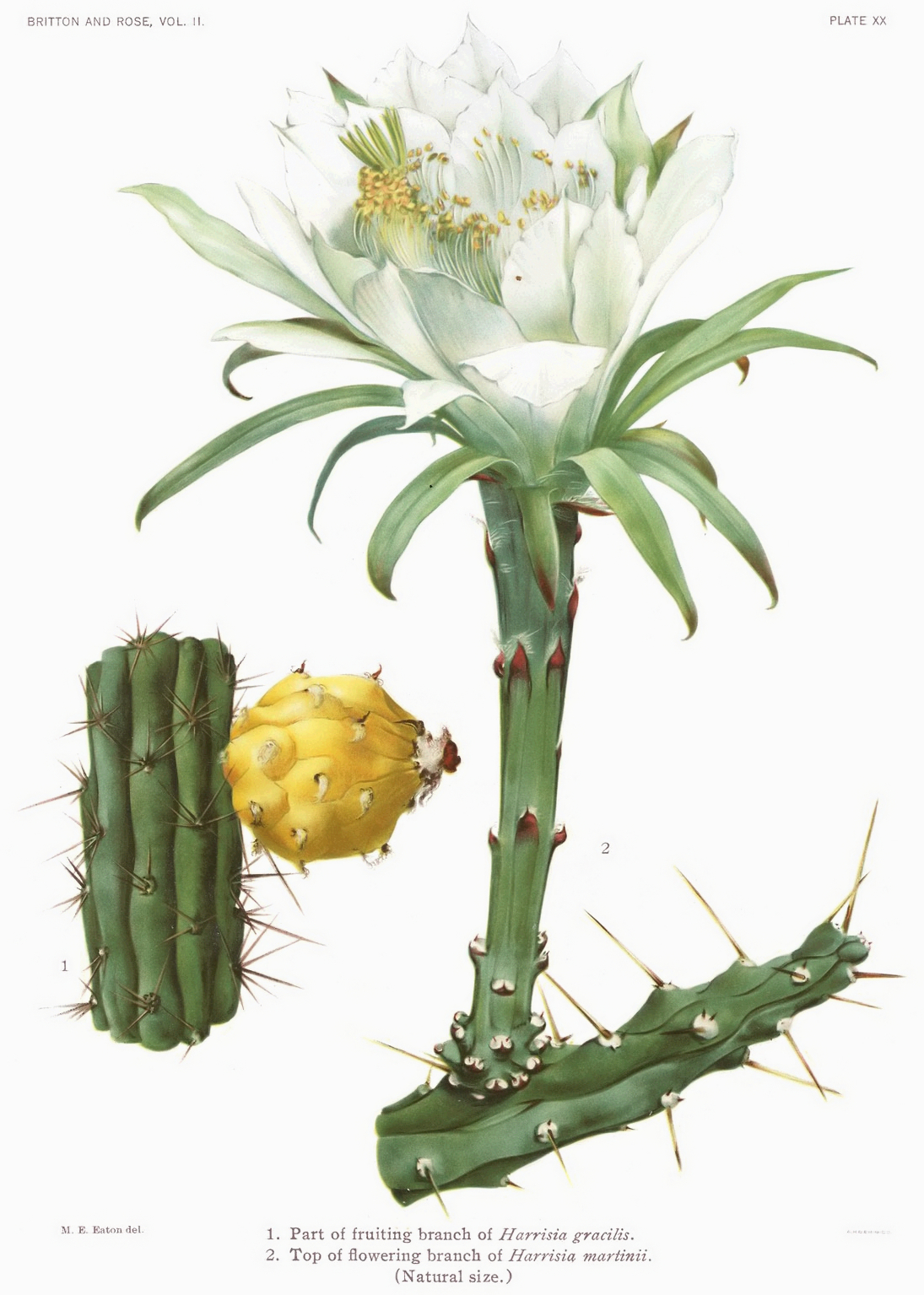